# 88 Precepts
88 Precepts (dosł. 88 spostrzeżeń) – książka autorstwa Davida Lane’a (członka neonazistowskiej organizacji The Order), określana jako esej lub manifest. Spisana została przez Lane’a podczas odsiadywania przez niego wyroku 190 lat pozbawienia wolności. „Przewodnik”  ten zawiera w sobie szereg wskazówek pozwalających na odpowiednie zabezpieczenie, ochronę, zachowanie oraz utrzymanie białego społeczeństwa, i jest rozszerzeniem dla sloganu Fourteen Words. 88 Spostrzeżeń jest najczęściej stosowany w połączeniu ze sloganem Fourteen Words, kiedy to zapisywany jest w formie skrótowej, jako 14/88.
Książka 88 Spostrzeżeń jest powszechnie wykorzystywana przez środowiska związane z białym suprematyzmem, opowiadające się za białym nacjonalizmem oraz separatyzmem.
Liczba „88”  jest ponadto często stosowana przez grupy neonazistowskie jako skrót od zawołania Heil Hitler, ze względu na to, że litera „H”  jest ósmą literą alfabetu.